# ATSE Graz
L'ATSE Graz è una squadra di pallamano maschile austriaca con sede a Graz.

## Palmarès

### Trofei nazionali
- Campionato austriaco di pallamano maschile: 6
  - 1981-82, 1982-83, 1983-84, 1985-86, 1986-87, 1989-90.